# Sabine Lösing

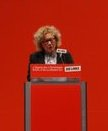
Sabine Lösing auf dem Linken-Bundesparteitag 2013

Sabine Lösing (* 30. November 1955 in Bad Godesberg) ist eine deutsche Politikerin (Die Linke). Von Juli 2009 bis 2019 war sie Mitglied des Europaparlaments. Dort war sie verantwortlich für die Außen- und Sicherheitspolitik. Von Februar 2013 bis Februar 2015 war sie Vorsitzende des Linken-Landesverbandes Niedersachsen.

## Leben und Beruf
Nachdem sie ab 1973 in der Schüler- und Lehrlingsbewegung aktiv gewesen war, begann Lösing 1975 ein Studium der Sozialwissenschaften, Kunstgeschichte und Volkswirtschaft an der Universität Göttingen, das sie 1985 als Diplom-Sozialwirtin abschloss. Seitdem war sie als Sozialarbeiterin und nach einer Zusatzausbildung auch als Sozialtherapeutin tätig.
Seit 1975 engagierte sich Lösing in diversen außerparlamentarischen Projekten, seit 2001 auch bei Attac. 2004 zählte sie zu den Gründungsmitgliedern der WASG und gehörte dem Bundesvorstand dieser Partei an. 2006 wurde Sabine Lösing von der Wählergemeinschaft Göttinger Linke als Oberbürgermeister-Kandidatin für Göttingen aufgestellt. Von 2008 bis 2014 war sie Mitglied des Parteivorstands der Partei Die Linke und dort ab 2012 für internationale Politik und Friedenspolitik zuständig.

## Europaabgeordnete
Lösing war von 2009 bis 2019 für die Linken Abgeordnete des Europaparlaments. Lösing war stellvertretende Vorsitzende im Unterausschuss für Sicherheit und Verteidigung, Mitglied der Delegation in der Paritätischen Parlamentarischen Versammlung AKP-EU und Koordinatorin der linken Europafraktion GUE/NGL im Auswärtigen Ausschuss und im Unterausschuss für Sicherheit und Verteidigung des Europäischen Parlaments.